# جبل البرج (نيويورك)
جبل البرج، هو جبل يقع في جبال كاتسكيل بولاية نيويورك، شرق-جنوب شرق باربورفيل. يقع جبل سبيدويل من الغرب إلى الجنوب الغربي من جبل البرج، ويقع جبل والتون شمال شرق الجبل، وتقع تلة كرين شمال شرق جبل البرج.

## انظرأيضًا
- نيويورك
- مقاطعة ديلاوير
- جبال كاتسكيل